# Словенская национальная партия
Словенская национальная партия (словен. Slovenska Nacionalna Stranka) — словенская политическая партия националистического толка, известная своим неприятием Европейского союза и выступающая против членства Словении в НАТО. В отличие от большинства националистических партий Восточной Европы, выступает против исторического ревизионизма и осуждения коммунизма.

## Идеология
Сама партия никогда не называет себя левой или правой, хотя её лидер Змаго Елинчич Племенити в 2000 году в интервью журналу Mladina назвал свою партию левой. Оценки положения партии разнятся: есть эксперты, называющие её партией левых националистов, а есть и те, кто называет её правопопулистской или ультраправой. Однако согласно мнению политологов Люблянского университета, партия ближе к левой идеологии, хотя сочетает в себе черты левых и правых партий.
Из числа предложений партий выделяются следующие:
- отделение церкви от государства (есть ярко выраженные антиклерикальные и лаицистические черты)[9]
- запрет ЛГБТ-движения и поражение в правах его членов[10];
- борьба с приватизацией государственного имущества[11] и отмена налога на собственность[11];
- поднятие минимального размера оплаты труда[12];
- смена флага и герба Словении как символов, напоминающих о словенском коллаборационизме во Второй мировой войне и не имеющих отношения к словенскому народу и словенской подлинной истории[13];
- отмена пожизненного назначения судей в государственных судах и установление единовременного срока пребывания на должности в 8 лет[14];
- выход из состава Европейского союза и блока НАТО[2][3].

Руководство и члены партии обвинялись многократно в проявлениях шовинизма, ксенофобии и расизма, особенно в отношении словенских цыган: в начале 1990-х годов партия выступила против принятия беженцев из соседних югославских стран. Со временем проявления цыганофобии уменьшились, однако постоянным объектом травли со стороны словенцев стала теперь Хорватия: лидер партии Змаго Елинчич требует передачи в состав Словении деревень Бужини, Млини, Шкоделини и Шкриле (в состав общины Пирань), чтобы их жители имели право участвовать в выборах в Словении. Партия выступает за активное развитие отношений с Россией и Сербией (она не признаёт независимость Косово) и за помощь словенским общинам за рубежом.

## Руководство и состав партии
Партия была основана 17 марта 1991 года Змаго Елинчичем, который является бессменным руководителем партии. Эмблемой партии является карта Петера Козлера с изображением Объединённой Словении. Первый раскол в партии состоялся в 1993 году, когда из партии ушла группа политиков, поддерживавших коллаборационистское Словенское домобранство, что шло вразрез с убеждениями Змаго Елинчича, считавшего героями Словении югославских партизан. В 2008 году ещё несколько депутатов Парламента Словении, состоявших в Словенской национальной партии, организовали свою партию «Липа». Но в целом эти расколы не повлияли на популярность партии.

## На выборах

### Парламентские
Впервые партия участвовала в выборах в 1992 году, набрав 10,2 % голосов и заполучив 12 мест в парламенте из 90 возможных. Через 4 года на выборах 1996 года партия потерпела неудачу, набрав лишь 3,22 % и ограничившись 4 местами. В 2000 году этот результат составил уже 4,38 %, а в 2004 году — уже 6,27 % и 6 мест. В 2008 году на выборах партия набрала 5,4 % голосов и сохранила 5 мест, но уже спустя три года в 2011 году набрала только 1,8 % голосов и вылетела из Парламента, не пройдя барьер в 4 %. Не получилось у партии вернуться и в 2014 году: на выборах она набрала 2,21% голосов. На выборах в 2018 году она получила 4 места.
Инфографика:

### Президентские
На президентских выборах от партии баллотируется исключительно Елинчич. Он участвовал в выборах в 2002 и 2007 годах: в 2002 году набрал 8,49% голосов и 3-е место в итоге, в 2007 году — уже 19,16% голосов, но 4-е место в итог.

### Европарламентские
Партия участвовала в выборах в Европарламент в 2004, 2009 и 2014 годах, но ни разу не преодолевала необходимый порог.

### Электорат
Преимущественным электоратом партии является молодёжь, а также население Словении вдоль границ с Италией и Австрией.